# DiMe-PTCDI
Le diimide N,N'-diméthylpérylène-3,4,9,10-tétracarboxylique, généralement abrégé en DiMe-PTCDI ou MePTCDI voire PPI (nom systématique 2,9-diméthylanthra[2,1,9-def:6,5,10-d'e'f']diisoquinoléine-1,3,8,10(2H,9H)-tétrone), est un composé organique dérivé du PTCDA et donc du pérylène, un hydrocarbure aromatique polycyclique.
Le DiMe-PTCDI est utilisé d'une part au stade de recherche en laboratoire comme semiconducteur organique de type n pour le développement de composants électroniques organiques tels que des cellules photovoltaïques organiques, et des détecteurs de gaz à semiconducteur ; il est utilisé d'autre part au stade industriel comme pigment organique connu notamment comme C. I. Pigment Red 179, principalement dans l'industrie automobile.